# 梅陶罗河战役
梅陶罗河战役（英語：Battle of the Metaurus）是指公元前207年，罗马共和国军队与迦太基将领哈斯德鲁巴·巴卡之间的发生于意大利半岛的梅陶罗河的一场会战。

## 背景
公元前208年，哈斯德鲁巴·巴卡摆脱了大西庇阿的围攻，从西班牙进入到意大利半岛北部，打算与其兄汉尼拔回合。在行军时，因为汉尼拔的威望与努力，更多的高卢部族投靠了哈斯德鲁巴的军队。这使他的军队增长到五万人左右。而罗马人在北意大利部署了8个军团的兵力，其中两个军团由前执政官保卢斯率领，另两个最新的第42与第43军团则在罗马城中训练备战。

## 经过
5月，尼禄率领一部分的兵力到达了亚得里亚海边的赛尼加利亚，并于此处安营扎寨，深夜时分，罗马人秘密离开营地，但是被哈斯德鲁巴识破。因罗马军营中的号角声于往常的有所不同，哈斯德鲁巴判断罗马人已经得到了至少一个军团的援军，并下令部队后撤至梅陶罗河，迦太基人在黑夜中来到了河畔边，却因为当地向导的逃跑而找不到渡口。无奈，哈斯德鲁巴只得带着大军来回搜寻以寻找合适的渡河点，并因此错过了时机。
次日上午约9时，追赶而至的罗马军与迦太基军爆发了战斗，随着战局的进行，另一名指挥官卢修斯·波西乌斯·里辛努斯的援军也赶到了。哈斯德鲁巴被迫撤向河流与山坡之间的一小块河滩上，并将自己的精锐与战象部队调往右翼，攻打罗马人的左翼。而罗马人则派右翼的兵力绕过山坡，袭击迦太基军的背部。

## 结果
梅陶罗河战役最终以罗马人的获胜告终，迦太基人在此战中损失一万多人，主将哈斯德鲁巴也于阵中战死。罗马人则阵亡两千人左右，几乎全是由于正面冲突时造成的。

## 后续影响
在梅陶罗河大捷后，罗马元老院举办了为期三日的感谢祭，自罗马城门至米维尔桥的大道上，聚集了许多市民，等待军团的凯旋。而迦太基方面，哈斯德鲁巴的头颅被尼禄割下，并被送往汉尼拔的营地，使其不禁仰天长叹。